# Джорнімен (спортивний термін)
Джорнімен (англ. Journeyman; професійний бокс) — досвідчений боєць, який добре володіє професійними боксерськими навиками, але не є видатним бійцем, практично не розраховує на перемогу в бою і тому не переймається про особистий рекорд. Найчастіше джорніменами стають новачки в професійному боксі, а також проспекти, які зазнали поразки, що зламала їх спортивну кар'єру.
Бої з джорніменами є обов'язковою складовою спортивної кар'єри бійців, які обирають за ціль найвищі досягнення в світі єдиноборств.
Джорнімен — боєць, якого ставлять на бої проти новачка, щоб визначити його перспективи на здобуття титулу. Якщо новачок перемагає джорнімена, то може розраховувати на бої з більш сильними супротивниками.
Джорнімена обирають як прохідний варіант в разі швидкої заміни перед боєм суперника, який травмувався, захворів, провалив допінг-тестування чи контрольне зважування тощо, або для проміжного бою сильного бійця після його травми або попередньої поразки перед його наступним відповідальним боєм.
Характерною ознакою хорошого джорнімена є те, що він може перемогти бійця, на якого покладають невиправдані сподівання, або такого, який виходить в ринг несконцентрованим чи самовпевненим.
Стати джорніменом — доля більшості бійців. Джорнімен заробляє невеликі гроші, тому готовий битися де завгодно і з ким завгодно, через що постійно в пошуках нових супротивників. 

#### Джорнімен на екрані
В 2017 році вийшов драматичний фільм виробництва Великої Британії під назвою «Джорнімен» про долю боксера, чия кар'єра наближається до завершення.